# Häädemeeste (commune)
Häädemeeste (en estonien : Häädemeeste vald) est une municipalité rurale d'Estonie située dans le comté de Pärnu, dont le chef-lieu est Häädemeeste.

## Géographie
Elle s'étend sur 494 km2 dans le sud-ouest du pays, sur le littoral du golfe de Riga. Elle est frontalière de la Lettonie au sud.

La commune d'Häädemeeste en Estonie.

La municipalité regroupe deux bourgs, Häädemeeste et Võiste, ainsi que les villages d'Arumetsa, Ikla, Jaagupi, Kabli, Krundiküla, Laadi, Leina, Lepaküla, Majaka, Massiaru, Mereküla, Metsaküla, Metsapoole, Nepste, Orajõe, Papisilla, Penu, Piirumi, Pulgoja, Rannametsa, Reiu, Sooküla, Soometsa, Tahkuranna, Treimani, Urissaare, Uuemaa, Uulu et Võidu.

## Histoire
La commune est créée le 6 décembre 1990 sur un territoire de 390,2 km2. En 2017, elle s'étend au nord avec l'annexion de l'ancienne commune de Tahkuranna.

## Démographie
En 2012, la population s'élevait à 2 639 habitants. En 2019, après l'annexion de Tahkuranna, la population s'élevait à 4 794 habitants.